# 假韧黄芩
假韧黄芩（学名：Scutellaria pseudotenax）为唇形科黄芩属下的一个种。

## 扩展阅读
- 維基物種上的相關：假韧黄芩